# Maja Tracka

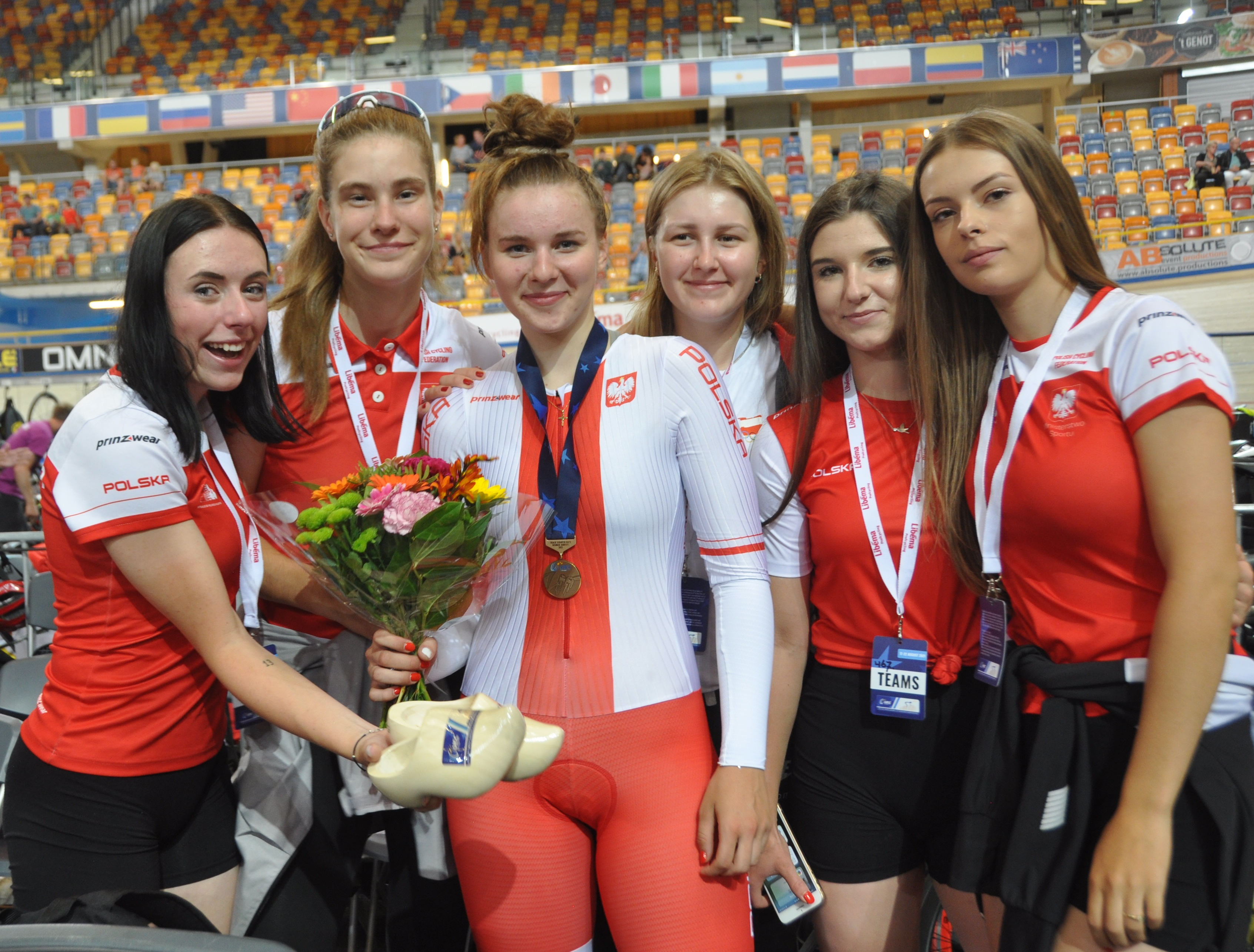
Tracka mit ihren Teamkolleginnen nach Gewinn der Bronzemedaille im Scratch bei der Junioren-EM in Apeldoorn

Maja Tracka (* 22. Juni 2004 in Grudziądz) ist eine polnische Radsportlerin, die Rennen auf Bahn und Straße bestreitet.

## Sportlicher Werdegang
2021 errang Maja Tracka ihre ersten internationalen Erfolge, als sie bei den Junioren-Weltmeisterschaften mit Olga Wankiewicz, Wiktoria Milda, Tamara Szalinska und Anna Długaś in der Mannschaftsverfolgung sowie bei den Junioren-Europameisterschaft im Scratch die Bronzemedaille gewann. 2022 wurde sie Junioren-Weltmeisterin im Scratch und errang im Omnium die Silbermedaille. Im selben Jahr gewann sie zwei Medaillen bei den Junioren-Europameisterschaften und wurde polnische Junioren-Meisterin im Straßenrennen. 
2023 wurde Tracka Mitglied im polnischen UCI Women’s Continental Team MAT Atom Deweloper Wrocław. Im selben Jahr wurde sie auf der Bahn U23-Europameisterin im Scratch und gewann zwei nationale Titel in der Elite. Beste internationale Ergebnisse auf der Straße waren 2023 ein neunter Etappenrang bei der Belgrade GP Woman Tour und 2024 ein sechster Platz bei der Trofej Umag.

## Erfolge

### Bahn
2021
- Junioren-Weltmeisterschaft – Mannschaftsverfolgung (mit Olga Wankiewicz, Wiktoria Milda, Tamara Szalinska und Anna Długaś)
- Junioren-Europameisterschaft – Scratch

2022
- Junioren-Weltmeisterin – Scratch
- Junioren-Weltmeisterschaft – Omnium
- Junioren-Europameisterschaft – Scratch
- Junioren-Europameisterschaft – Mannschaftsverfolgung (mit Zuzanna Chylinska, Anna Długaś und Martyna Szczesna)

2023
- U23-Europameisterin – Scratch
- Polnische Meisterin – Scratch, Mannschaftsverfolgung (mit Olga Wankiewicz, Tamara Szalinska, Nikol Płosaj und Wiktoria Pikulik)

### Straße
2022
- Polnische Junioren-Meisterin – Straßenrennen